# Peter Bárka
Peter Bárka (* 29. března 1964 Považská Bystrica) je bývalý slovenský fotbalista, záložník.

## Fotbalová kariéra
V československé lize hrál za ZVL Žilina a Inter Bratislava. Nastoupil v 68 ligových utkáních a dal 5 gólů. Ve druhé nejvyšší soutěži hrál i za Gumárne 1. mája Púchov, nastoupil v 79 utkáních a dal 21 gólů. V Poháru UEFA nastoupil ve 3 utkáních. Nejlepší střelec 1. slovenské národní fotbalové ligy 1988/89 s 15 góly.

## Ligová bilance
| Ročník                                      | Zápasy | Góly | Minuty | Klub                   |
| ------------------------------------------- | ------ | ---- | ------ | ---------------------- |
| 1. slovenská národní fotbalová liga 1981/82 | 21     | 1    | -      | Gumárne 1. mája Púchov |
| 1. slovenská národní fotbalová liga 1985/86 | 29     | 5    | -      | Gumárne 1. mája Púchov |
| 1. československá fotbalová liga 1986/87    | 23     | 2    | 1982   | ZVL Žilina             |
| 1. československá fotbalová liga 1987/88    | 29     | 3    | 2365   | ZVL Žilina             |
| 1. slovenská národní fotbalová liga 1988/89 | 29     | 15   | -      | ZVL Žilina             |
| 1. československá fotbalová liga 1990/91    | 16     | 0    | 793    | Inter Bratislava       |
| CELKEM                                      | 68     | 5    | 5140   |                        |